# Елдорејдо (Илиноис)
Елдорејдо (енгл. Eldorado) град је у америчкој савезној држави Илиноис. По попису становништва из 2010. у њему је живело 4.122 становника.

## Демографија
Према попису становништва из 2010. у граду је живело 4.122 становника, што је 412 (9,1%) становника мање него 2000. године.
| Група             | 2000.         | 2010.         |
| Белци             | 4.416 (97,4%) | 3.982 (96,6%) |
| Афроамериканци    | 16 (0,4%)     | 33 (0,8%)     |
| Азијати           | 1 (0,0%)      | 4 (0,1%)      |
| Хиспаноамериканци | 54 (1,2%)     | 52 (1,3%)     |
| Укупно            | 4.534         | 4.122         |